# Host.conf
Host.conf, archivo de configuración para el cliente DNS que permite especificar entre otros parámetros:
- El orden de los sistemas de resolución de nombres
- Sistema a utilizar en la resolución de nombres de dominio (archivo hosts o servicio DNS)
- Si se permiten o no varias direcciones IP en el fichero hosts